# Hypsiboas heilprini
Hypsiboas heilprini és una espècie de granota que viu a la República Dominicana i Haití.
Està amenaçada d'extinció per la pèrdua del seu hàbitat natural.